# Vomeridens
Vomeridens is een monotypisch geslacht van straalvinnige vissen uit de familie van Antarctische draakvissen (Bathydraconidae).

## Soort
- Vomeridens infuscipinnis (DeWitt, 1964)